# Ромащенко Михайло Іванович
Миха́йло Іва́нович Рома́щенко  (17 вересня 1948 Шмати, Недригайлівський район, Сумська область, УРСР) — доктор технічних наук, професор, академік НААН, заслужений діяч науки і техніки України, академік Національної академії аграрних наук.

## Біографія
Народився Михайло Ромащенко у селі Шмати Недригайлівського району Сумської області.
По закінченні 8-го класу вступив до Київського геологорозвідувального технікуму, який закінчив 1967 року за спеціальністю пошуки та розвідка корисних копалин.
1969 року, після служби у Радянській Армії (травень 1967 — червень 1969), успішно здав вступні екзамени на геологічний факультет Київського державного університету імені Т. Г. Шевченка. 1974 року закінчив навчання в університеті за спеціальністю гідрогеологія і інженерна геологія (спеціалізація — меліоративна гідрогеологія).

Група бійців студентського будівельного загону КДУ ім. Т. Шевченка, 1970, червень
(третій з правого боку Михайло Ромащенко).

Після закінчення аспірантури в Київському університеті на кафедрі гідрогеології та інженерної геології (1974—1977, науковий керівник Жернов Ігор Євгенійович), до березня 2011 року працював в Українському науково-дослідному інституті гідротехніки і меліорації обіймаючи посади молодшого, потім старшого наукового співробітника, завідувача сектором, лабораторією, відділом, відділенням, заступника та першого заступника директора з наукової роботи.
1981 року в Інституті гідротехніки і меліорації УААН захистив кандидатську дисертацію за темою «Дослідження вологопереносу з метою регулювання режиму крапельного зрошування садів».
1995 року у Всеросійському науково-дослідному інституті гідротехніки і меліорації ім. А. Н. Костякова (м. Москва) захистив докторську дисертацію за темою «Вдосконалення технології та технічних засобів мікрозрошення сільськогосподарських культур».
Від березня до липня 2011 року працював академіком-секретарем відділення землеробства, меліорації і механізації Національної академії аграрних наук.
З 6 липня 2011 по 31 січня 2022 року обіймав посаду директора Інституту водних проблем і меліорації НААН України.

## Наукова діяльність
Наукова діяльність М. І. Ромащенка присвячена вирішенню актуальних проблем водного господарства, гідротехніки та меліорації.
Ним започатковано новий науковий напрям — екологічно безпечне зрошення. М. І. Ромащенко запропонував та теоретично обґрунтував новий методичний підхід до формування водозберігаючих екологічно безпечних режимів зрошення‚ розробив наукові та нормативно-методичні засади організації і ведення еколого-меліоративного моніторингу зрошуваних земель, нову концепцію захисту сільськогосподарських угідь і сільських населених пунктів від процесів підтоплення, повеней та паводків.
Ним виконано значний обсяг робіт з теоретичного обґрунтування‚ розробки та впровадження в сільськогосподарське виробництво нових прогресивних способів поливу — краплинного зрошення та мікродощування. Під його науковим керівництвом та безпосередній участі в Україні розроблено науково-теоретичні засади для широкого впровадження технологій та технічних засобів мікрозрошення.
Тільки за останні роки під його керівництвом сучасні системи мікрозрошення для поливу винограду, плодоягідних та овочевих культур запроектовані та побудовані в багатьох господарствах Херсонської, Одеської, Миколаївської, Закарпатської, Вінницької, Київської, Черкаської та інших областей на загальній площі понад 5000 га.
За його ініціативи та під безпосереднім керівництвом започатковано та успішно розвивається новий для України напрям — застосування мікрозрошення для поливу садово-паркових насаджень, декоративних і спортивних газонів. Тільки в Києві сучасними системами мікрозрошення оснащені парки ім. Т. Г. Шевченка, Маріїнський, Міський сад, Хрещатий, Перемоги, Майдан Незалежності, ДЗГ «Феофанія», футбольні газони НСК «Олімпійський», бази ФК «Динамо», стадіонів «Динамо» ім. Лобановського, «Шахтар» (Донецьк) та інших. Під керівництвом М. І. Ромащенка створено футбольне поле стадіону «Дніпро-Арена» (Дніпро).
М. І. Ромащенком опубліковано понад 400 наукових праць, серед них 10 книг, більше 30 нормативно-методичних документів, підготовлено 10 кандидатів наук, отримано 22 авторських свідоцтв та патентів.
Ромащенко М. І. веде плідну науково-організаційну та громадську роботу. Він є членом колегії та науково-технічної ради Держводагенства України, головним редактором журналу «Меліорація і водне господарство», членом редколегії журналів «Водне господарство України» і «Овощеводство», членом двох спеціалізованих рад з захисту докторських дисертацій. Від 2007 року очолює громадську раду при Держводагентстві України.

## Праці
- Ромащенко М. І., Балюк С. А. Зрошення земель в Україні. Стан та шляхи поліпшення. — К.: Світ, 2000. — 114 с.
- М.І. Ромащенко, А.П. Шатковський, С.В. Рябков Краплинне зрошення овочевих культур і картоплі в умовах Степу України. - К. 2012. — 248 с.
- Краплинне зрошення / Навчальний посібник // Ромащенко М.І., Рокочинський А.М., Корюненко В.М., Калєніков А.Т., та інш. 2015. — 299 с.
- Наукові засади розвитку аграрного сектора економіки південного регіону України За науковою редакцією: М.І. Ромащенка – доктора технічних наук, професора, академіка НААН. Р.А. Вожегової – доктора сільськогосподарських наук, професора, чл.-кор. НААН. А.П. Шатковського – доктора сільськогосподарських наук. 2017.

- Водна стратегія України на період до 2025 року (наукові основи) (за науковою редакцією М.І. Ромащенка, М.А. Хвесика, Ю.О. Михайлова) Водна стратегія України на період до 2025 року (наукові основи) – К.: , 2015. – 46 с.

## Почесні звання та нагороди
- Почесне звання «Заслужений діяч науки і техніки України» (1998)
- Нагрудний знак «Знак Пошани» Київського міського голови (2001)
- Премія Української академії аграрних наук «За видатні досягнення в аграрній науці» (2003)
- Почесна відзнака Держводгоспу України (2003)
- Почесна відзнака Української академії аграрних наук (2007)
- Орден «За заслуги» ІІІ ступеня (2009)